# 夢香山鋼索鉄道
夢香山鋼索鉄道（むこうやまこうさくてつどう）とは、石川県金沢市豊国（現東御影町）から同市末広町まで結ぶ鋼索鉄道建設を計画した鉄道会社である。
1931年（昭和6年）9月8日に金沢市の熊澤栄太郎ら7名が発起人となり免許申請が出願された。この鉄道の目的は、当時大変賑わっていた卯辰山公園への観光客の輸送であった。しかし、鉄道省により採算性の疑問から却下、幻の鉄道となった。

## 路線データ（計画時）
- 路線距離（営業キロ）：490m
- 軌間：1,067mm
- 駅数：3駅（起終点駅含む）
- 複線区間：なし（全線単線）
- 動力：電気
- 車両：2両
- 平均勾配：208.333‰
- トンネル：1ヶ所

## 主な設置予定駅
天神橋停車場 - 御影町停車場 - 公園停車場